# Vaalbara
Vaalbara var Jordens första kända superkontinent.
Det var en komplett superkontinent för cirka 3,1 miljarder år sedan, och antas ha bildats för 3 600 miljoner år sedan, och delats upp för cirka 2,8 miljarder år sedan.

Delar av Vaalbara finns i dag kvar i Kaapvaal i Sydafrika och Pilbara i Västaustralien., varifrån namnet också hämtats i de avslutande bokstäverna.

Kaapvaal i Sydafrika.
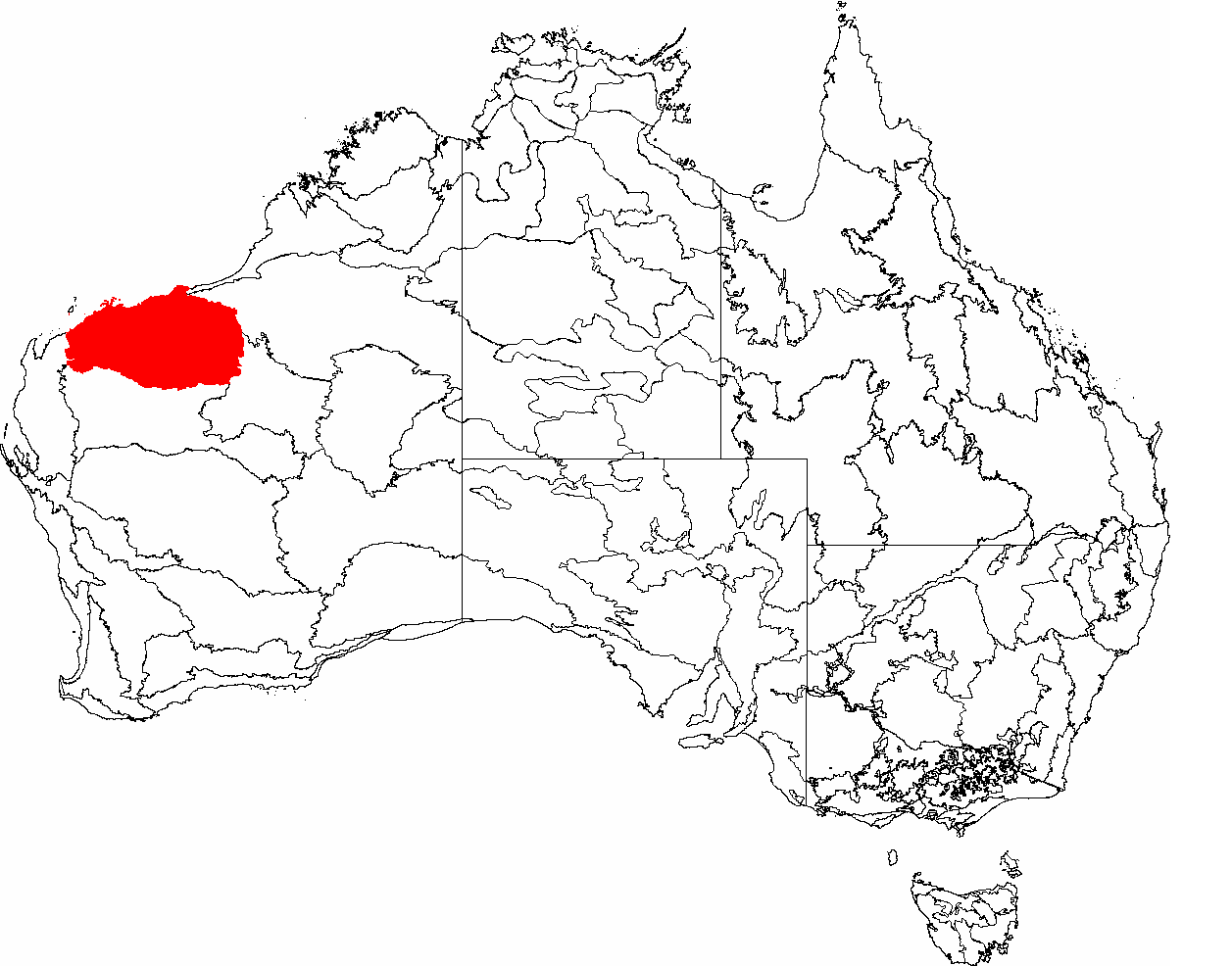
Pilbararegionen i Australien.